# Lucas Vázquez de Ayllón
‎
Lucas Vázquez de Ayllón, španski konkvistador, * 1478, Toledo, † 18. oktober 1526.
Kot prvi je poskušal najti severozahodno pomorsko pot med Evropo in Azijo.
1. ↑  https://en.wikisource.org/wiki/Catholic_Encyclopedia_(1913)/Lucas_V%C3%A1squez_de_Ayll%C3%B3n
2. ↑  Hoffman P. E. Ayllón, Lucas Vázquez de (1480?–18 October 1526), Spanish judge and founder of the first Spanish colony in North America // American National Biography Online — [New York]: Oxford University Press, 2017. — ISSN 1470-6229 — doi:10.1093/ANB/9780198606697.ARTICLE.2000263
3. ↑  Diccionario biográfico español — Real Academia de la Historia, 2011.